# Juan de Leyva de la Cerda
Juan de Leyva de la Cerda, conte di Baños, V marchese di Leyva e di La Adrada (Alcalá de Henares, 2 febbraio 1604 – Guadalajara, 27 marzo 1678), fu viceré della Nuova Spagna dal 16 settembre 1660 al 28 giugno 1664.

## Inizi della carriera
Juan de Leyva de la Cerda nacque ad Alcalá de Henares il 2 febbraio 1604 e faceva parte della nobiltà spagnola, essendo un discendente di re Alfonso X di Castiglia. A fianco del nonno materno, Pedro de Leyva y Mendoza, capitano generale delle galee di Spagna, Napoli e Sicilia, entrò in marina in giovane età. Combatté contro i pirati algerini e, in seguito, contro i ribelli catalani di Tarragona.
Fu nominato viceré della Nuova Spagna da re Filippo IV di Spagna il 26 febbraio 1660, all'età di 56 anni. Juan de Leyva de la Cerda entrò nella capitale della colonia il 16 settembre 1660, accompagnato dalla sua famiglia e non fu bene accolto. A peggiorare la situazione contribuì la sua reputazione di uomo arrogante, rude e di incredibile cupidigia, così come altri membri di questa famiglia di uomini d'armi e alti funzionari reali

## Famiglia
Era figlio di Gonzalo de La Cerda y La Lama (....-1583), 4º marchese di La Adrada, e di Catalina de Arteaga Leyva y Gamboa (....-1590); quest'ultima era figlia di Pedro de Leyva y Mendoza e di Leonor de Arteaga y Gamboa.
Il nonno paterno di sua madre era fratello di Antonio de Leyva (1480-1536) comandante delle truppe imperiali di Carlo V.
Aveva sposato la cugina di secondo grado Mariana Isabel de Leyva y Mendoza il cui nonno paterno Alonso Martínez signore di Leyva, era fratello di Pedro de Leyva y Mendoza.
Dal matrimonio nacquero quattro figli:
- Pedro (1633-1705), sposato con Maria de Lancastre y Sande godette del maggiorascato
- Gaspar (1638-....) sposato in prime nozze con María Elvira Chumacero y Loaysa e in seconde nozze con Ana María Fernández de Córdovala 9ª marchesa de Tavara,
- Antonio (1660-1663) nato in mare durante il viaggio di andata in Messico nel 1660 e morto a tre anni e mezzo d'età a Tacuba il 3 agosto 1663[5]
- Ursula, sposata con il 4º conte di Montijo

## Abusi da viceré
Poco dopo il suo arrivo, il figlio Pedro ebbe un alterco con un servo del conte di Santiago. Egli uccise il servo con la propria spada. Quando il conte lo rimproverò per la sua condotta, Pedro de Leyva assunse dei sicari per uccidere il conte. Non ci riuscì, e questo causò un diffuso odio dell'aristocrazia della colonia verso la famiglia del viceré. A Madrid giunsero numerose proteste ed accuse.
Gli eccessi e gli abusi dei subordinati provocarono la rivolta di vari gruppi di indiani. La ribellione più famosa fu quella del 1661, quando i nativi di Tehuantepec, guidati dal sindaco Juan Arellano, si rivoltarono. Furono sedati dall'intervento e dalla mediazione del vescovo di Oaxaca, Alonso Cuevas Dávalos.
Nel 1662 il viceré ordinò un cambiò del percorso della processione del Corpus, in modo che passasse davanti al proprio palazzo, dove la moglie avrebbe potuto vederla dal balcone. Il vescovo protestò, e la Corte non solo disapprovò l'operato del viceré, ma lo condannò al pagamento di 12.000 ducati.
Si appropriò di molte terre per darle ai membri della propria famiglia ed agli amici, e per coprire un debito di 200 000 pesos che la colonia aveva con la Corona. Sempre nel 1662 sequestrò le merci in arrivo a Veracruz dall'Europa, in modo da poter chiedere ai mercanti di Città del Messico soldi da mandare in Spagna.

## Ritorno in Spagna
Quando le lamentele contro il viceré raggiunsero un livello intollerabile, la Corona lo tolse dall'incarico sostituendolo con Diego Osorio de Escobar y Llamas, vescovo di Puebla, come viceré ad interim. De Leyva de la Cerda intercettò gli ordini del re continuando a governare finché il vescovo non entrò in città facendo valere la sua autorità. La partenza di de Leyva dalla capitale fu umiliante, accompagnata da fischi, grida e lanci di pietre.
Leyva salpò per la Spagna il 15 settembre 1664. Quando si presentò in tribunale fu duramente criticato dal re, e bandito definitivamente dal servizio a Corte. Amareggiato, dopo la morte della moglie, entrò nel monastero carmelitano di Madrid. Qui prese il nome di fra' Juan de San José. Celebrò la propria prima messa il 27 ottobre 1676. Si ritirò dal monastero di San Pedro a Guadalajara, dove morì nel 1678.